# Sphinctus vitripennis
Sphinctus vitripennis là một loài tò vò trong họ Ichneumonidae.